# Мехедовка (Полтавская область)
Мехедовка (укр. Мехедівка) — село,
Безсаловский сельский совет,
Лохвицкий район,
Полтавская область,
Украина.
Код КОАТУУ — 5322680403. Население по переписи 2001 года составляло 184 человека.

## Географическое положение
Село Мехедовка находится в 2-х км от села Богодаровка (Чернухинский район) и
в 2,5 км от села Озерное.
По селу протекает пересыхающий ручей с запрудой.

## История
- 1649 — дата основания.